# 1. deild 1976 (Islanda)
La 1. deild 1976 fu la 65ª edizione della massima serie del campionato di calcio islandese disputata tra il 13 maggio e il 31 agosto 1976 e conclusa con la vittoria del Valur, al suo quindicesimo titolo.
Capocannoniere del torneo fu Ingi Björn Albertsson (Valur) con 15 reti.

## Formula
Le squadre partecipanti passarono da otto a nove e si incontrarono in un turno di andata e ritorno per un totale di sedici partite.
In previsione di un aumento del numero di club, l'ultima classificata spareggiò contro la seconda della 2. deild karla.
Le squadre qualificate alle coppe europee furono tre: i campioni alla Coppa dei Campioni 1977-1978, la seconda alla Coppa UEFA 1977-1978 e i vincitori della coppa nazionale alla Coppa delle Coppe 1977-1978.

## Squadre partecipanti
| Club       | Città         | Stadio | Posizione 1975     |
| ---------- | ------------- | ------ | ------------------ |
| Fram       | Reykjavík     |        | 2°                 |
| KR         | Reykjavík     |        | 7°                 |
| Valur      | Reykjavík     |        | 3°                 |
| Breiðablik | Kópavogur     |        | 2. deild           |
| FH         | Hafnarfjörður |        | 6°                 |
| Keflavík   | Keflavík      |        | 5°                 |
| ÍA         | Akranes       |        | Campione d'Islanda |
| Víkingur   | Reykjavík     |        | 4°                 |
| Þróttur    | Reykjavík     |        | 2. deild           |

## Classifica finale
|                    | Pos. | Squadra    | Pt | G  | V  | N | P  | GF | GS | DR  |
| ------------------ | ---- | ---------- | -- | -- | -- | - | -- | -- | -- | --- |
| Islanda (bandiera) | 1.   | Valur      | 25 | 16 | 10 | 5 | 1  | 45 | 14 | +31 |
|                    | 2.   | Fram       | 24 | 16 | 10 | 4 | 2  | 30 | 16 | +14 |
|                    | 3.   | ÍA         | 21 | 16 | 8  | 5 | 3  | 27 | 19 | +8  |
|                    | 4.   | Víkingur   | 18 | 16 | 8  | 2 | 6  | 22 | 21 | +1  |
|                    | 5.   | Breiðablik | 18 | 16 | 8  | 2 | 6  | 21 | 22 | -1  |
|                    | 6.   | Keflavík   | 15 | 16 | 6  | 3 | 7  | 22 | 23 | -1  |
|                    | 7.   | KR         | 11 | 16 | 3  | 5 | 8  | 20 | 23 | -3  |
|                    | 8.   | FH         | 8  | 16 | 2  | 4 | 10 | 11 | 31 | -20 |
|                    | 9.   | Þróttur    | 5  | 16 | 1  | 2 | 13 | 10 | 39 | -29 |

Legenda:
      Campione d'Islanda e ammesso alla Coppa dei Campioni
      Ammesso alla Coppa delle Coppe
      Ammesso alla Coppa UEFA
      Retrocesso in 2. deild karla
Note:
Due punti a vittoria, uno a pareggio, zero a sconfitta.

### Play-out
Il Þróttur, ultimo classificato, spareggiò contro la seconda classificata della seconda serie. Fu sconfitto 2-0 e retrocedette. L'incontro si disputò il 2 settembre 1976 a Reykjavík.
| Reykjavík 2 settembre 1976 | Þróttur | 0 – 2 | Þór | Laugardalsvöllur |

### Verdetti
- Valur Campione d'Islanda 1976 e qualificato alla Coppa dei Campioni
- Fram qualificato alla Coppa UEFA
- ÍA qualificato alla Coppa delle Coppe
- Þróttur retrocesso in 2. deild karla.